# District de Kitatsuru
Le district de Kitatsuru (北都留郡, Kitatsuru-gun) est un district de la préfecture de Yamanashi au Japon.
Au 1er février 2014, sa population était de 1 324 habitants pour une superficie de 154,2 km2.

## Communes du district

### Communes actuelles
- Kosuge
- Tabayama

### Anciennes communes
- Hirosato (1878-1933)
- Ōtsuki (1933-1954)
- Uenohara (1878-2005)